# Byssostilbe stilbigera
Byssostilbe stilbigera är en svampart som först beskrevs av Berk. & Broome, och fick sitt nu gällande namn av Petch 1912. Byssostilbe stilbigera ingår i släktet Byssostilbe och familjen Clavicipitaceae.   Inga underarter finns listade i Catalogue of Life.